# Planocarcinus
Planocarcinus es un género extinto de cangrejo que vivió durante el Aptiano tardío- Campaniano hace aproximadamente 125 a 72 millones de años en Surámerica, fue encontrado entre el pueblo de Curití y San Gil más específicamente en la parte superior de la Formación Paja  del departamento de Santander, Colombia.

## Descripción
Caparazón subcircular en el contorno, ligeramente más ancho que largo, con distintos surcos cervicales, poscervicales y branquiales; Margen fronto-orbital tan largo como el margen posterior.

## Etimología
El nombre genérico se deriva del latín planus (plano), dado su caparazón dorso-ventralmente aplanado, y la palabra griega karkinos (cangrejo).